# Scotopteryx pseudolimitata
Scotopteryx pseudolimitata är en fjärilsart som beskrevs av Heydemann 1930. Scotopteryx pseudolimitata ingår i släktet backmätare, och familjen mätare. Inga underarter finns listade.